# 2016 RB1
2016 RB1 est un astéroïde géocroiseur d'une dizaine de mètres qui s'est approché de la Terre à un dixième de la distance Terre-Lune le 7 septembre 2016.

## Dimensions
Étant donné sa magnitude absolue de 27,8, 2016 RB1 a une taille estimée à entre 7,3 et 16 mètres.

## Passages proches d'autres objets
2016 RB1 s'approche régulièrement de la planète Vénus et du système Terre-Lune.

### Passage proche de la Terre du 7 septembre 2016
2016 RB1 est passé à 40 470 ± 21 kilomètres du centre de la Terre (environ un dixième de la distance Terre-Lune) le 7 septembre 2016 à 17 h 20 min 14 s UTC ± 10 s. Il a alors atteint une magnitude apparente de 12,3.